# ク・ヘソン
ク・ヘソン（具惠善、1984年11月9日 - ）は、韓国の女優、映画監督、作曲家。

## 経歴
韓国の仁川広域市で生まれた。本貫は綾城具氏。仁川の富平（プピョン）女子高校に通っていたころインターネット上でオルチャン（顔が最高）として有名になった。

### 演技
彼女はかつてSMエンタテインメントで練習生をした後、DSPメディアに移り、ガールズグループでデビューする準備をしていた。が、YGエンターテインメントの代表ヤン・ヒョンソクとの出会いをきっかけに、女優としての道を歩むことになった。2002年三宝（TG）コンピュータ「スリムPC」の広告に出演してデビューした。2004年から2005年にかけてMBCで放送された「青春シットコム」『ノンストップ5』に出演して視聴者に注目された。その後KBSの単幕ドラマ枠「ドラマシティ」の『みんなでチャチャチャ』に出演し、連続ドラマ『薯童謠』（ソドンヨ）、『19歳の純情』、『王と私』、『最強チル』等に出演して徐々に俳優としての経歴を積んだ。2005年9月から放送されたイ・ビョンフン演出のSBS創社15周年大河ドラマ『薯童謠』では薯童（ソドン）に片思いするウンジン役を演じた。これはク・ヘソンにとって初の正劇（本格ドラマ）の演技であり、史劇の演技だった。2006年に『19歳の純情』で初めて連続ドラマの主演を務めた。2007年ク・ヘソンは『王と私』にユン・ソファ（廃妃ユン氏）役で出演した。2008年にフュージョン史劇（新感覚の史劇）『最強チル』に女性主人公ソユン役で出演した。2009年連続ドラマ『花より男子〜Boys Over Flowers』でクム・ジャンディ役に起用され、同年末のKBS演技大賞でネティズン賞、ベストカップル賞、優秀演技賞を受賞した。

### 映画監督
映画監督としては、脚本を書いて企画・製作・監督しソ・ヒョンジンが主演した短編映画「愉快なお手伝い」が第26回釜山国際短編映画祭で韓国作品を対象にした観客賞を2009年に受賞した。長編映画では、脚本を書いて監督し、ソ・ヒョンジン他が主演した『요술』（妖術）がCJエンターテインメントの配給で2010年に公開された。2012年には脚本を書いて監督し、チョ・スンウとリュ・ドックァンとナム・サンミが主演した長編作『桃の木～シャム双子の悲しい物語～』が公開された。2014年には脚本を書いて監督した主演作『다우더 Daughter』が公開された。『다우더 Daughter』は第19回釜山国際映画祭の「韓国映画の今日－パノラマ」セクションに招待された。短編映画では「愉快なお手伝い」以外に2010年の「당신 You」、2012年の「기억의 조각들」、2018年の「미스터리 핑크 MYSTERY PINK」がある。

### 著作
著作家としては、2019年に発売した小説『涙はハート型』が人気になった。

### 音楽
音楽家としては、2020年9月にピアノを中心にしたニューエイジ・ミュージックのアルバム『숨3』（息3）を発売し、2021年3月に『숨4』（息4）を発売した。両アルバムとも収録曲はすべてク・ヘソンが作曲し、チェ・イニョンが編曲した。

### 私生活
2015年に放送された連続ドラマ『ディア・ブラッド』で共演した俳優のアン・ジェヒョンと2016年に結婚した。2017年にはtvNで毎回70分全6回にわたって放送された「新婚日記」に夫婦で出演し、新婚生活を披露した。2019年に夫婦関係が悪化し、2020年に離婚した。
学業は、ソウル芸術大学を中退したのち、2011年に成均館大学校芸術学部映像学科に入学し、休学後2020年に復学して2024年2月に「成均最優等卒業賞」を受賞して卒業した。

## 出演作

### テレビ番組

#### ドラマ
- 薯童謠（ソドンヨ、2005年、SBS）技術者集団の一人ウンジン役[29]
- 19歳の純情（2006年、KBS）主人公。結婚のために中国の延辺から韓国に来たヤン・グッカ役[30]
- 王と私（2007年、SBS）主人公。ユン・ソファ（廃妃ユン氏）役[31]
- 最強チル（2008年、KBS）主人公チルの初恋相手ソユン役[32]
- 花より男子〜Boys Over Flowers（2009年、KBS）主演。クリーニング店の娘で高校生のクム・ジャンディ（原作では牧野つくし）役[33]
- ザ・ミュージカル（2011年、SBS）主演。ミュージカル俳優を目指すコ・ウンビ役[34]
- お願い、キャプテン（2012年、SBS）主演。ボーイング747機の副操縦士ハン・ダジン役[35]
- 絶対彼氏〜My Perfect Darling〜（2012年、台湾、民視）主演。玩具会社のOLである官筱菲（井沢リイコ）役[36]
- エンジェルアイズ（2014年、SBS）主演。救急隊員ユン・スワン役[37]
- ディア・ブラッド（2015年、KBS）主演。外科医ユ・リタ役[38]
- あなたはひどいです（2017年、MBC、病気のため8話までで降板）物まね歌手チョン・ヘダン役[39]

#### 芸能番組
- 新婚日記（2017年、tvN、夫アン・ジェヒョンと出演）[25][26]
- 全知的おせっかい視点（2020年、MBC、ゲスト出演）[40]
- FaceID（2020年 - 2021年、KakaoTV)[41][42]
- 6時 私の故郷（2021年、KBS、ゲスト出演）[43]
- 愛のコールセンター（2021年、TV朝鮮、ゲスト出演）[44]
- スミ山荘（2021年、KBS、ゲスト出演）[45]

### 映画
- Daughter（2014年）サン役

## 作品

### 映画監督
- 2008年 短編デビュー作「愉快なお手伝い」監督、脚本、編集、製作、企画[4]
- 2010年 長編デビュー作「妖術」監督、脚本[4]
- 2011年 短編作「당신」（あなた）監督、脚本、製作、企画[4]
- 2012年 長編作「桃の木～シャム双子の悲しい物語～」監督、脚本、企画、音楽[4]
- 2012年 短編作「기억의 조각들」（記憶のかけら）監督、脚本[4]
- 2014年 長編作「다우더 Daughter」監督、脚本、主演サン役[4]

### 音楽
- 2009年 小品集「息」
- 2010年 デジタルシングル「茶髪」
- 2015年「息2」
- 2020年「息3」
- 2021年「息4」

### 小説
- 2009年「タンゴ」：坂本龍一のアルバム『スムーチー』収録の楽曲「タンゴ」を聴いてインスピレーションを受けて執筆した。
- 2019年「涙はハート型」

### 絵画
- 2009年 絵画展示会「タンゴ」開催

## 受賞
- 2006年 KBS演技大賞 新人演技賞[2]
- 2007年 SBS演技大賞 ニュースター賞[2]
- 2009年 第4回アンドレキム・ベストスターアワード 女性スター賞[2]
- 2009年 ヤフー! アジアバーズアワード アジア女性アーティスト賞[2]
- 2009年 KBS演技大賞 ネティズン賞およびベストカップル賞[2]
- 2009年 第26回釜山アジア短編映画祭 観客賞[2]（「愉快なお手伝い」演出）
- 2010年 第12回ショートショートフィルムフェスティバル 話題賞[2]。監督作「愉快なお手伝い」で外国人として初めて話題賞を受賞した[46]。
- 2012年 第14回大韓民国デザイン大賞 デザイン部門知識経済部長官賞[2]
- 2012年 第1回大韓民国実践大賞 文化芸術部門受賞[2]
- 2013年 第6回ソウル老人映画祭 青年監督賞[2]
- 2013年 第2回幸福分かち合い人 保健福祉部長官賞[2]
- 2018年 第13回大韓民国社会貢献大賞 ソウル市長賞[2]

## CM
- サンボコンピューター
- コカ・コーラ
- LGテレコム
- ソモウ化粧品
- ドトールコーヒー（CMソングも作曲）
- Tous Les Jours他